# Rupert de Bamberg
Rupert (mort le 11 juin 1102) est évêque de Bamberg de 1075 à sa mort.

## Biographie
Rupert devient évêque après la crise qu'a connue son prédécesseur Hermann, mais en 1076 il se prononce lors de la diète de Worms contre le pape Grégoire VII. Rupert est excommunié puis fait amende honorable et est réintégré. Pendant la querelle des Investitures, il est soutenu par l'empereur Henri IV.
En 1081, la cathédrale subit un incendie.
Après que les Juifs de Bamberg furent contraints de se convertir au christianisme, Rupert tolère le judaïsme.

## Source, notes et références
- (de) Cet article est partiellement ou en totalité issu de l’article de Wikipédia en allemand intitulé « Rupert (Bamberg) » (voir la liste des auteurs).